# Кваша Віктор Григорович
Кваша Віктор Григорович — (22 жовтня 1937) Професор Національного університету «Львівська політехніка», доктор технічних наук, Дійсний член Львівського територіального відділення Академії будівництва України і Академії архітектури України, професор, завідувач кафедри «Мости та будівельна механіка» НУ «Львівська політехніка».

## Біографія
Професор Кваша В. Г. народився 22 жовтня 1937 року в місті Вінниця. 1959 року закінчив Львівський політехнічний інститут, інженерно-будівельний факультет, кваліфікація — інженер шляхів сполучення за спеціальністю «Автомобільні шляхи». Після закінчення інституту — робота в Державному проектному інституті «Білдіпродор» (м. Мінськ) на посаді інженера, старшого інженера, заступника і начальника вишукувальної партії, навчання в аспірантурі (1961–1964 рр.) при кафедрі будівельних конструкцій Львівської політехніки. З 1964 р. — асистент кафедри будівельних конструкцій, а після захисту в Одеському інженерно-будівельному інституті кандидатської дисертації в 1968 р. — ст. викладач і з 1971 р. доцент цієї кафедри (1971–2003 рр.). В 2000 р. закінчив, а в 2002 р. захистив докторську дисертацію в Київському Національному університеті будівництва і архітектури за спеціальністю 05.23.01 — будівельні конструкції, будівлі та споруди на тему: «Ефективні системи розширення і підсилення залізобетонних балкових прольотних будов автодорожніх мостів». З 2003 р. був обраний за конкурсом на посаду професора кафедри будівельних конструкцій та мостів в Національному університеті «Львівська політехніка», де працює і в даний час за контрактом. У 2004 році став завідувачем кафедри «Мости та будівельна механіка» інституту будівництва та інженерії довкілля Національного університету «Львівська політехніка». На жовтень 2012 р. Кваша В. Г. має 311 публікацій, десять авторських свідоцтв і п'ять патентів на винаходи.

## Нагороди
- Нагороджений знаком “Відмінник освіти України”1994 р.
- Нагороджений “Почесною грамотою” Міністерства освіти України за багаторічну сумлінну працю, особистий внесок у підготовку висококваліфікованих спеціалістів, плідну науково-педагогічну діяльність,Київ, 2000 р.
- Почесний професор Львівської політехніки (2019)[1].

## Напрямок досліджень
Основним напрямком наукових досліджень Кваші В.Г. є розробка і експериментально-теоретичне обґрунтування ефективних систем розширення і підсилення залізобетонних балкових прольотних будов автодорожніх мостів збірною, збірно-монолітною і монолітною залізобетонною накладною плитою. Ним розроблені нові ефективні конструктивні рішення розширення і підсилення балкових прольотних будов автодорожніх мостів. Розробки захищені авторськими свідоцтвами і патентами України, а також теоретично обґрунтовані з застосуванням сучасних методів розрахунку залізобетонних просторових систем в пружно-пластичній стадії їх роботи, з врахуванням нелінійності деформування, наявності тріщин і експлуатаційних дефектів. На основі проведення численних експериментальних досліджень, а також випробувань натурних залізобетонних прольотних будов розроблені методики їх розрахунку до та після розширення, а також відповідні алгоритми і програмне забезпечення.
Результати теоретичних і експериментальних досліджень В.Г. Кваші широко впроваджені при реабілітації і розширенні автодорожніх мостів на мережі доріг Львівської обл. і інших регіонів України. За розробленими В.Г. Квашею проектами виконана реконструкція мостів через канал Добротвірської ГРЕС, через р. Дністер в м. Жидачеві, через р. Вишня в м.Рудки, через р. Стрв’яж в с. Луки, шляхопровід по вул. Левандівській у м. Львові та інші. Загалом у різних регіонах України за розробками В.Г. Кваші реконструйовано більше 70 мостових об’єктів.
Під керівництвом В.Г. Кваші проводились також експериментальні і теоретичні дослідження за рахунок централізованого фінансування на замовлення Державної Служби автодоріг України “Укравтодор” з розробки і теоретичного обґрунтування підсилення залізобетонних мостових балок за новітніми технологіями наклеюванням на зовнішні поверхні композитних матеріалів на основі вуглецевих волокон. За результатами цих досліджень вперше в Україні виконано підсилення залізобетонних балок прольотної будови шляхопроводу в с.Вістова (Івано-Франківської обл.). Проведені випробування прольотної будови до та після підсилення балок підтвердили ефективність застосування композитів для підсилення залізобетонних згинаних елементів.
Крім того в наукових дослідженнях В.Г. Кваші велика увага приділяється розробці планування регіональної системи експлуатації залізобетонних мостів на базі їх діагностики і економічної доцільності. Розроблена система дає можливість більш раціонально використовувати обмежені кошти на ремонт і реконструкцію мостів на мережі доріг Львівської області. Впровадження розробленої системи дозволить мінімізувати вартість робіт з утримання мостів за рахунок їх попереджувального характеру: технічне обслуговування, профілактичні заходи, поточний ремонт, капітальний ремонт, реконструкція. При своєчасному виконанні робіт з технічного обслуговування і профілактики, що не потребує значних коштів, відтерміновуються більш складні і дороговартісні роботи з поточного і капітального ремонту, що в цілому веде до економії коштів.